# Jota chocoana
La jota chocoana es un baile típico de la región del Chocó, en Colombia. Se requieren 2 parejas de mujer y hombre para bailar en este estilo.

## El baile
La jota chocoana es un baile de figuras variadas y complejas que se ejecutan en continua sucesión siempre en cuadrilla, generalmente hay muchos participantes que se dividen en grupos descansando por turno. La cuadrilla requiere mínimo 4 personas, 2 parejas que se disponen formando un cuadro.
Guillermo Abadía Morales, La Música Folclórica Colombiana

En esta formación de 4, la primera fila debe estar conformada por un hombre y una mujer, y la fila de atrás debe estar conformada de la misma manera, pero en sentido contrario, para que luego las parejas se puedan encontrar diagonalmente. El tema principal de este baile es el amor, este es un baile de conjunto donde se presenta un enfrentamiento entre el hombre y la mujer. Estos movimientos, con este tipo de característica, deben ser realizados por el hombre de una manera rápida y brusca. La mujer corresponde a estos movimientos con una sonrisa y una leve inclinación.
El baile se inicia con ocho diagonales, entre las parejas, mientras estas se saludan y dan exclamaciones como: "Hey" "Ehh" y  “epa". Seguido de esto, el hombre tratándose de humillar ante la mujer, juega con su sombrero, se agacha y se arrodilla.
Las figuras durante el baile no son siempre las mismas. Al estar cara con todos los participantes de la danza, los desplazamientos pueden cambiar, no sólo pueden ser diagonales, sino que también se ejecutan movimientos laterales y verticales.
Cuando se realiza este baile, se suele tener ocho parejas, sin embargo, este se realiza con menos o con más parejas, lo importante es que siempre estén los grupos de a cuatro personas. La coreografía, consta de tres partes:
1. Empieza con las figuras de los ochos, donde se realizan los saludos entre las parejas. Los ochos son una figura europea utilizada mucho en nuestros bailes[1]
2. La segunda parte, consta del enfrentamiento vertical, dando la cara al público, donde los bailarines con vueltas se agachan y se arrodillan.
3. Para terminar, a la coreografía se le agrega los enfrentamientos laterales; los hombres mueven sus sombreros, hay saludos y se termina la danza con todos los bailarines arrodillados.

## Trajes
Los trajes de las parejas son típicos de esta danza, están relacionados con el clima y los colores que se ven en la zona pacífica del país. Sin embargo, estos colores se ven más representados en los vestidos de las mujeres.

### Hombres
Durante este baile el hombre debe llevar un sombrero de paja que tenga flecos a su alrededor. Un pantalón blanco, que puede ser utilizado arriba de la rodilla o que llegue hasta los tobillos. Una camisa blanca o estampada, que combine con los colores de la falda de las mujeres. Usualmente, el hombre lleva una pañoleta rosa, roja o morada. Y finalmente este debe estar descalzo, ya que esto representa la esclavitud por la cual pasó la raza negra.

### Mujeres
Las mujeres utilizan una pañoleta en la cabeza, esta debe ir en forma de turbante, recogiendo todo el cabello. El único accesorio, aparte de la pañoleta, son las candongas grandes. La falda, debe ser colorida, esta generalmente se caracteriza por tener estampados, la falda tiene que ser larga y ancha. La camisa debe ser blanca o del mismo color de la falda.